# Cmentarz przy ulicy Wrocławskiej w Opolu
Cmentarz przy ul. Wrocławskiej w Opolu – nieużytkowana, zabytkowa nekropolia o powierzchni 6,5 ha (przed 1934 – 8 ha).

## Historia
Dzieje cmentarza sięgają 1813 roku, gdy postanowiono wyznaczyć go na Przedmieściu Odrzańskim, opodal Domu Bractwa Kurkowego. Miał być używany przez chrześcijan, a zarządem mieli zajmować się wspólnie ewangelicy i katolicy (stan ten trwał do 1874 r.), choć przewidziano dla nich oddzielne kwatery, podobnie jak dla wojskowych.
W 1850 r. powstał mur cmentarny, w kolejnych dekadach (1860, 1872, 1888) powiększano jego rozmiar. W 1874 r. zarząd nad cmentarzem objął magistrat, wybudowano wówczas budynek (obecnie siedziba „Zieleni Miejskiej”), kaplicę i kostnicę. W kolejnych latach uregulowano kwestie formalne, odnoszące się do zarządu, szczegółów związanych z pochówkami (grób miał być początkowo utrzymywany przez pół wieku, z możliwością przedłużenia), a także obszar który miał z cmentarza korzystać (Opole, Pasieka, Grudzice i Osiedle Malinka, dodatkowo ewangelicy z Groszowic). W pierwszym roku XX wieku powstała międzywyznaniowa neogotycka kaplica cmentarna. W tym czasie cmentarz otoczyła już zwarta zabudowa miejska, co uniemożliwiało jego powiększanie.
Na cmentarzu, prawdopodobnie w południowo-wschodnim jego rogu, przy kaplicy rodziny Beyer, do dzisiaj spoczywają szczątki trzydziestu brytyjskich żołnierzy poległych podczas czynnej służby w trakcie i po I wojnie światowej w 1921 i 1922 r. Według brytyjskich i niemieckich danych na cmentarzu odbyło się czterdzieści jeden pochówków wojskowych Wielkiej Brytanii (oraz dwa brytyjskie pochówki cywilne). Oficjalnie jednak uznano, że pierwsza wojna światowa zakończyła się 31 sierpnia 1921 roku, i wszystkie zgony po tej dacie nie zostały uznane jako wojenne i nie podlegają kompetencji Komisji Grobów Wojennych Wspólnoty Narodów (brytyjskiej organizacji zajmującej się identyfikacją i opieką nad wojennymi miejscami pamięci zmarłych).

W lutym 1925 r. szczątki jedenastu mężczyzn, którzy zmarli przed tą datą graniczną, zostały ekshumowane i ponownie pochowane na cmentarzu Komisji Grobów Wojennych Wspólnoty Narodów w Stahnsdorf w południowo-zachodnim Berlinie. Pozostałych 30 „górnośląskich” mężczyzn jest do tej pory w dużej mierze zapomnianych, mimo że ich nazwiska i okoliczności śmierci są w większości dokładnie znane.
W latach 1923–1930 liczba pochówków oscylowała od 529 (w roku 1924) do 603 (1929), co stanowi wielkość dwudziestokrotnie większą, niż ówczesne pochówki na drugim opolskim cmentarzu, na Zakrzowie. W roku 1930, w efekcie podniesienia się poziomu wód gruntowych po powodzi i rozpoczęciu budowy Kanału Ulgi, zaprzestano pochówków. W kolejnym roku cmentarz został zamknięty. Niedługo potem, w 1934 roku, przez teren nekropolii przeprowadzono obecną ulicę Niemodlińską. Po 1945 roku otwarto cmentarz, przeniesiono wówczas część pochówków niemieckich do wspólnych mogił na cmentarz w Półwsi. Najstarsza część cmentarza, na południe od ul. Niemodlińskiej, została zlikwidowana. Obecny cmentarz był użytkowany do lat 60. (zamknięty został w 1963 roku). W 1984 roku, w trakcie inwentaryzacji znajdowało się na nim ok. 2700 grobów, z których ok. 2500 pochodziło sprzed wojny. Najstarszy istniejący grobowiec należy do rodziny Süssenbach (Christian Jan Süssenbach, królewski nadleśniczy (zm. 1832) oraz Cathrina Ernestin Süssenbach (zm. 1831).
Podobnie jak u początków istnienia nekropolii, jej położenie jest wadą. Wciąż, jak przed dwustu laty, okoliczna dzielnica cieszy się nie najlepszą sławą. W efekcie stale otwarty cmentarz narażony jest na ciągłe dewastacje.